# Olav Nordrå
Olav Nordrå, född 25 december 1919 i Hammerfest, död 28 april 1994, var en norsk författare, bosatt i Oslo.
Nordrå debuterade litterärt med novellsamlingen Veien til Seida 1951 och utgav efter det verk inom flera genrer. Han fick mottaga Riksmålspriset och Gyldendals legat.